# 1185 هـ
1185 هـ هي سنة في التقويم الهجري امتدت مقابلةً في التقويم الميلادي بين سنتي 1771 و1772.

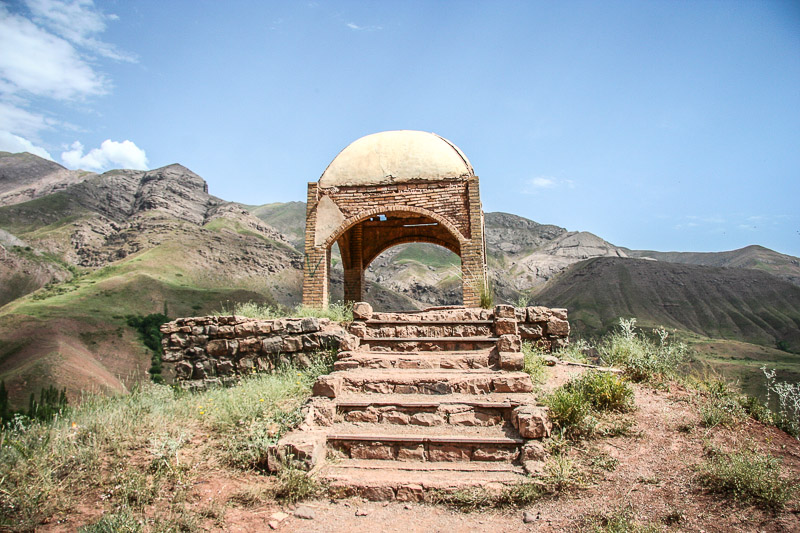
نصب تذكاري لدرويش الطالقاني

## مواليد
- أحمد النراقي

## وفيات
- إبراهيم الحاريصي
- درويش الطالقاني.